# Марково (Чукотский автономный округ)
Ма́рково — село в Анадырском районе Чукотского автономного округа России. Образует сельское поселение Марково. До 1998 года имело статус посёлка городского типа.
Название на языке коренного населения: чук. Уйвын / Вуйвун или Гуйгун — «деревянная изба», коряк. вуйвын — «большой посёлок», чук. уйвын от гуйгун «крепость», «деревянный дом».

## Географическое положение
Расположено в среднем течении реки Анадырь — крупнейшей водной артерии Чукотки. Марковская низменность, образованная Щучьими горами на севере, хребтом Пикульней на востоке, горами Пенжинского хребта на юге и Русскими горами на западе, площадью около 15 000 км² обладает уникальным для Чукотки климатом.

## Природно-климатические условия
Марковская низменность относится к лесотундровой зоне, лиственный лес расположен в пойме реки Анадырь, основная территория — лесотундра с огромным количеством озёр, речек и болот. Тёплое и довольно продолжительное лето создаёт благоприятные условия для роста лиственного леса и всевозможной растительности, очень разнообразен мир животных, в том числе зверей, птиц и насекомых. Отсутствие вечной мерзлоты в районе села даёт возможность выращивать в открытом грунте овощные культуры.

### Гидрология
Среднегодовое количество осадков составляет 330—380 мм, что обуславливает подверженность территории Марково стихийным бедствиям — наводнениям, в районе села подъём воды достигает отметки свыше 5 метров. Высокие уровни паводков XX века (подъём воды свыше 4,5 м) фиксировались в 1964, 1966, 1989, 1997, 1999 годы. Наиболее высоким был паводок 1997 года (533 см), когда было затоплено более 90 % территории населённого пункта. Все остальные паводки, благодаря необходимой подготовке, большого ущерба не нанесли.
Глубины реки Анадырь позволяют теплоходам с грузоподъёмностью 600 тонн проводить навигацию до перевалбазы «Яры» − 517 км от устья, катерам с осадкой до 1,5 м проводить плоскодонные площадки с грузом до 150 тонн от перевалбазы «Яры» до с. Марково (70км), проезд по реке Анадырь выше по течению возможен маломерными судами.
У правого берега реки Анадырь в верхней части посёлка Марково устроен гидрологический пост.

### Климат
Среднегодовая температура составляет — 6,5; — 8 С., сильные ветры редки, скорость ветра не превышает 10-20 м/сек.
| Показатель                    | Янв.  | Фев.  | Март  | Апр.  | Май   | Июнь | Июль | Авг. | Сен.  | Окт.  | Нояб. | Дек.  | Год   |
| ----------------------------- | ----- | ----- | ----- | ----- | ----- | ---- | ---- | ---- | ----- | ----- | ----- | ----- | ----- |
| Абсолютный максимум, °C       | 3,0   | 3,3   | 5,0   | 7,8   | 20,0  | 30,6 | 31,7 | 28,9 | 21,7  | 15,0  | 6,7   | 3,4   | 31,7  |
| Средний суточный максимум, °C | −22,8 | −20,6 | −17,2 | −8,9  | 2,2   | 15,6 | 18,9 | 15,6 | 7,8   | −5    | −15   | −20,6 | −4,4  |
| Средний суточный минимум, °C  | −31,7 | −30,6 | −28,9 | −20,6 | −7,2  | 3,9  | 7,8  | 5,6  | −0,6  | −13,3 | −23,9 | −30   | −14,4 |
| Абсолютный минимум, °C        | −60   | −57,8 | −51,7 | −42,8 | −33,9 | −5   | −3,3 | −6,1 | −17,8 | −38,9 | −48,9 | −53,9 | −60   |
| Норма осадков, мм             | 43    | 25    | 28    | 15    | 18    | 28   | 51   | 71   | 36    | 38    | 48    | 33    | 432   |
| Источник: weatherreports.com  |       |       |       |       |       |      |      |      |       |       |       |       |       |

| Солнечное сияние, часов за месяц. | Солнечное сияние, часов за месяц. | Солнечное сияние, часов за месяц. | Солнечное сияние, часов за месяц. | Солнечное сияние, часов за месяц. | Солнечное сияние, часов за месяц. | Солнечное сияние, часов за месяц. | Солнечное сияние, часов за месяц. | Солнечное сияние, часов за месяц. | Солнечное сияние, часов за месяц. | Солнечное сияние, часов за месяц. | Солнечное сияние, часов за месяц. | Солнечное сияние, часов за месяц. | Солнечное сияние, часов за месяц. |
| Месяц                             | Янв                               | Фев                               | Мар                               | Апр                               | Май                               | Июн                               | Июл                               | Авг                               | Сен                               | Окт                               | Ноя                               | Дек                               | Год                               |
| Солнечное сияние, ч               | 25                                | 102                               | 208                               | 258                               | 273                               | 312                               | 267                               | 202                               | 135                               | 105                               | 48                                | 12                                | 1946                              |
| --------------------------------- | --------------------------------- | --------------------------------- | --------------------------------- | --------------------------------- | --------------------------------- | --------------------------------- | --------------------------------- | --------------------------------- | --------------------------------- | --------------------------------- | --------------------------------- | --------------------------------- | --------------------------------- |

## История
Благоприятные климатические условия Марковской низменности, скопление аборигенных жителей в среднем течении р. Анадырь обратили на себя внимание землепроходцев Семёна Дежнёва и послужили причиной организации Анадырского острога в 1649 году. Кроме того, Анадырский острог находился на пересечении торговых и меновых путей коренного населения Центральной, Западной и Восточной Чукотки и оптимально подходил на роль форпоста проникновения Российского государства на Северо-Восток, Аляску и освоения богатств Чукотки.
На территории Центральной Чукотки обитали юкагирские племена (деткили), оленные чукчи (чаучу), эвены (ламуты).
Юкагирские племена вели кочевой образ жизни, существовали за счёт охоты, рыболовства и собирательства, вели меновую торговлю с оленными чукчами, прибрежными эскимосами и чукчами, коряками и эвенами.
После организации Анадырского острога часть юкагиров, в частности чуванцев, стали вести оседлый образ жизни на ближайших рыболовных и охотничьих угодьях, появились смешанные браки, постепенно стал перениматься уклад жизни переселенцев, обычаи, язык.
Поиск постоянного источника существования, торгового центра, места гарантированной навигации и центра регулярного сообщения привёл к созданию села Марково. Первое упоминание поселения относится к 1866 году в книге Д. Кеннана «Кочевая жизнь в Сибири». По свидетельству местной сказительницы К. А. Воронцовой, село названо в память о святом Марке, освятившем место строительства будущего поселения и воздвигнувшем здесь православный крест.
К концу XIX века численность постоянного населения Маркова доходило до 250 человек, называвших себя чуванцами, говорящих на старорусском диалекте, принявшими православие, соблюдавшим как церковные, так и языческие обряды.
К 20-м годам XX века Марково было сравнительно крупным населённым пунктом, центром торговли и вывоза продукции охоты и рыболовства. Здесь находились представители российских и американских торговых компаний, местной администрации, церковь, школа, метеостанция.
Становление советской власти наиболее быстро произошло в Анадыре, Усть-Белой и Марково, где наиболее полно проявились противоречия существующей власти. Период 1920—1940 годах был периодом идеологической обработки местного населения, коллективизации и организации мелких рентабельных товариществ и колхозов, гарантированного продовольственного обеспечения и вывозом продукции рыболовства и пушно-мехового сырья.
В 1930 году Марково стало центром Марковского района, просуществовавшего до 1960 года.
Толчком к развитию села стало строительство в 1942-1943 годах аэродрома для дозаправки во время перегона американских самолётов в рамках соглашения между сторонами антигитлеровской коалиции («лендлиз»). Быстро стала развиваться инфраструктура аэродрома, вначале воинские части, а впоследствии и приезжие гражданские специалисты обслуживали аэродром. Увеличение населения требовало увеличения объёмов заготовок продукции промыслов, на профессиональной основе стало развиваться земледелие. В то тяжёлое время из-за отсутствия лошадей и тракторов вспашку сельхозугодий производили с помощью запряжённых в плуг ездовых собак.
Создание Марковского района в 1950—1958 годах, концентрация населения в 4-х населённых пунктах — Марково, Ваеги, Чуванское, Ламутское, создание крупного сельскохозяйственного многопрофильного предприятия с упором на развитие оленеводства, приток квалифицированных специалистов, завоз техники, наличие средней школы, интерната, больницы, базы для завоза и хранения продовольствия, центра культуры явились предпосылками к резкому и благоприятному развитию Марково.
В селе проживает до 20 % приезжего русскоязычного населения, все остальные — это так называемые марковчане — коренные жители из числа малочисленных народов Севера и старожилы (3-4 поколения на Чукотке). В связи с тем, что приезжие — это, в основном, высококвалифицированные специалисты предприятий и бюджетных учреждений, а Марковская школа, основанная в 1883 году, выпускает очень хорошо подготовленных учащихся, многие из которых возвращаются после получения высшего и среднего специального образования, уровень развития марковских жителей довольно высок и по многим параметрам население села сопоставимо с городским.

## Население
| 1939 | 1959  | 1970  | 1979  | 1989  | 2002 | 2010 |
| ---- | ----- | ----- | ----- | ----- | ---- | ---- |
| 371  | ↗1354 | ↗1712 | ↗1992 | ↗2130 | ↘922 | ↘809 |
| 2011 | 2012  | 2013  | 2014  | 2015  | 2016 | 2017 |
| ↘801 | ↘780  | ↘763  | ↘735  | ↘718  | ↘674 | ↘628 |
| 2018 | 2021  | 2023  |       |       |      |      |
| ↘578 | ↗733  | ↗791  |       |       |      |      |

Марково было привлекательно для приезжего населения, приток пришлого населения в конце 1970-х годов достиг потолка и в середине 1980-х годов прекратился.
Все рабочие места были заняты, искусственно создавались новые рабочие места, в основном в бюджетной сфере и торговле.

## Религия
Действующий с 1862 года православный храм в честь святителя Николая Чудотворца. В 2013 году было построено новое здание храма.

## Достопримечательности
В Марково работает музей — филиал Музейного Центра «Наследие Чукотки», в экспозиции которого представлены предметы этнографии, старинного быта, декоративно-прикладного искусства. 